# TOPメディア
TOPメディア（ティーオーピーメディア、ハングル: 티오피미디어）は、韓国の芸能プロダクションである。
2005年、神話のエンディとSMエンタテインメントのマネージャーを務めていたイ・ジェホンによってNDエンターテインメント (ニュー ドリーム エンターテインメント) として設立された。音楽リリースはカカオエンターテインメントを通じて行なっている。

## 所属アーティスト

### ソロアーティスト
- エンディ
- キム・ウソク
- イ・ジニョク

### グループ
- TEEN TOP
- UP10TION
- MCND
- ODD YOUTH

## 過去の所属アーティスト
- チャン・ヒョヌ
- ジャンパー（2009年）
- L.joe（2010年 - 2017年） - TEEN TOP
- 100%（2012年 - 2021年）
- エリック（2019年 - 2022年）
- ジョンホ()